# Bataille de Machecoul (22 avril 1793)
Pour les articles homonymes, voir Bataille de Machecoul.
Guerre de Vendée
Batailles
La bataille de Machecoul se déroule le 22 avril 1793 lors de la guerre de Vendée. Elle s'achève par la victoire des républicains qui s'emparent de la ville de Machecoul.

## Prélude et forces en présence
Après avoir pris Port-Saint-Père le 20 avril, le général républicain Jean-Michel Beysser se porte le 22 sur Machecoul en longeant le lac de Grand-Lieu,. Sa colonne est alors forte de 3 000 hommes d'infanterie, de 200 cavaliers et de 8 canons.
La ville de Machecoul est quant à elle tenue par les forces insurgées de François Athanase Charette de La Contrie, estimées à 3 000 hommes par Beysser. Charette dispose également d'une cavalerie de 80 hommes et a reçu en renfort des détachements envoyés par le comité royaliste de Palluau. Cependant le moral des combattants est faible après deux défaites subies quelques jours plus tôt à Challans et à Saint-Gervais.

## Déroulement
L'avant-garde républicaine se présente devant Machecoul le 22 avril, à 6 heures du matin,, et se positionne près du château de l'Ermitière situé sur un promontoire dominant le bourg. Les Vendéens se mettent en bataille devant la ville et engagent les hostilités par une canonnade, mais celle-ci est sans effet, leurs pièces étant hors de portée. Le reste de l'armée républicaine arrive alors sur quatre colonnes et se déploie en ordre de bataille. La cavalerie prend également position et deux pièces d'artillerie sont mises en batterie.
Après une demi-heure de canonnade et une vingtaine de coups tirés de part et d'autre, Beysser place sa cavalerie en ordre de bataille et fait marcher ses quatre colonnes d'infanterie en direction du bourg, baïonnette au canon. Subitement, les insurgés cèdent à la panique et se débandent dans toutes les directions,,,,. Charette se replie avec un petit nombre d'hommes sur Legé,,.
Les républicains entrent dans Machecoul à 10 heures du matin et s'en rendent maîtres sans rencontrer de résistance,,. Quelques patriotes prisonniers sont libérés. Beysser lance ensuite une partie de ses troupes à la poursuite des insurgés et leur cause quelques pertes.

## Pertes
Dans son rapport au département, le général Beysser déclare que ses troupes ne déplorent aucune perte. Du côté des Vendéens, il indique que « quelques-uns » ont été tués lors de la poursuite et que d'autres ont été faits prisonniers.
Dans ses mémoires, Pierre-Suzanne Lucas de La Championnière indique que les Vendéens abandonnent aux républicains toute leur artillerie.

## Répression
Après leur entrée dans la ville, les républicains découvrent la fosse où sont entassés les corps des victimes des massacres de Machecoul,. D'après l'officier républicain Jean-Conrad Wieland, neuf victimes avaient été mises à mort le matin même.
Le général Beysser instaure trois commissions militaires pour juger les prisonniers et les suspects,. La première siège au château : elle fait exécuter sept personnes entre le 24 et le 27 avril et prononce une quinzaine d'acquittements. La deuxième siège à l'hôpital : elle condamne à mort sept paysans portant des traces de blessures au combat, désigne quelques prévenus pour aller aux frontières et en renvoie quatre autres devant le tribunal criminel. La troisième commission militaire condamne à mort deux ou trois personnes, dont René Souchu.
Le 24 avril, Beysser écrit au représentant en mission Fouché que, la veille, deux condamnés ont été décapités à la hache sur un billot et que des fuyards ont été fusillés à Challans et à Bourgneuf-en-Retz.
René Souchu, le principal responsable des massacres de Machecoul, est arrêté,. D'après Lucas de La Championnière, il se présente lui-même à la rencontre des républicains lors de leur entrée dans la ville, mais il est bientôt dénoncé et découvert dans une maison. Selon Benjamin Fillon, il est capturé par un volontaire nantais alors qu'il essaye d'escalader un mur. Souchu est condamné à mort le 25 avril et est décapité de deux coups de hache par un sapeur,,,,.

## Conséquences
À partir du 23 avril, Beysser envoie des détachements dans les communes environnantes. Ainsi, à la date du 26 avril, 100 hommes occupent Port-Saint-Père, 100 autres sont à Bourgneuf-en-Retz et 850 à Saint-Philbert-de-Grand-Lieu. Le même jour, Pornic, désormais isolée, est abandonnée par les insurgés. Challans est également occupé le 23 par un détachement commandé par Gabriel Boisguyon, lequel est relevé quelques jours plus tard par la colonne de d'Esprit Baudry d'Asson, de l'armée du général Boulard.
Les républicains se tournent ensuite vers l'île de Noirmoutier,, aux mains des insurgés depuis le 19 mars. Le 25 avril, Beysser lance une sommation à ses habitants. Le 27, 200 hommes du vaisseau Le Superbe, de l'escadre du contre-amiral Louis Thomas Villaret de Joyeuse, débarquent sur l'île et s'emparent des forts,,,,. Les chefs insurgés Guerry de la Fortinière, Tinguy et le chevalier de Régnier parviennent à s'enfuir, mais René Augustin Guerry et Rorthais des Chataigners sont arrêtés malgré leur absence de résistance et sont envoyés à Nantes. Le 29, à Bourgneuf-en-Retz, les habitants de Noirmoutier font leur soumission au général Beysser,,,. Tout le littoral est alors contrôlé par les républicains.